# アルベルト・ツィーグラー (パイロット)
アルベルト・ツィーグラー（Albert Ziegler, 1888年4月9日 - 1946年）は、オーストリア＝ハンガリー帝国ツァイデン（現ルーマニア）に生まれた航空のパイオニアである。1913年に自作の航空機で、トランシルヴァニア・ザクセン人として初の飛行を行った。

## 生涯
農家に生まれた。子供時代から飛行に憧れ、2枚の布で翼をつくり屋根から飛んだといわれている。小学校を出た後、ツァイデンで機械を販売する会社に徒弟として働き、後に地域の中心都市クローンシュタットに移り、商工博覧会にエンジンを組み立てて出品し、賞を受賞した。
知識を求め、故郷を出て外国を放浪する生活を始め、スイスでエンジンや車の雑誌の会社で働き、パリには2年滞在した。1908年には、ロンドンに渡り、イギリス各地を旅した。その後ベルリンとウィーンに暮らした。ベルリンに航空研究所 (Internationales Luftschifffahrtshaus) をつくり、1912年にジーメンス・シュカートの50馬力のエンジンと工具を購入し、 Pfeilflugzeug と名つけた飛行機を製作し、1913年7月飛行に成功した。1913年から故郷に戻り展示飛行を行い、その収入でさらに航空機の開発を続けることを計画した。
最初の飛行は1913年10月19日であった。ヴァイデンバッハの飛行場から離陸し、故郷ツァイデン上空を飛んだ。2度目の飛行では、さらに高く飛び、クローンシュタット、周辺の山々、そしてついには故郷ツァイデンの山を越えた。着陸後、人々から熱狂的に迎えられた。この飛行の模様は地元新聞、ドイツ語の『Kronstädter Zeitung』、ルーマニア語の『Gazeta de Transilvaniei』、ハンガリー語の『Brasso Naplo』各紙で報じられた。500mの高度で4分間の飛行をおこなったが、75リットルの燃料タンクは500kmの飛行ができた。12mの翼幅を持ち全長は9.5mであった。機体重量は650kgでさらに400kgの積載が可能で、パイロットの他に2人をのせることができた。
ツィーグラーは、ゼクシッシュ＝レーゲン、さらにトランシルヴァニアの各都市で展示飛行を行うつもりであったが、第一次世界大戦の開始で終わることになった。機体は軍に送られ、大戦中はオーストリア＝ハンガリー帝国の飛行機工場の飛行教官として働いた。
第二次世界大戦後、ツィーグラーはドイツ、ソ連軍占領下のハレ・アン・デア・ザーレで没した。